# Gabriele Bublies-Leifert

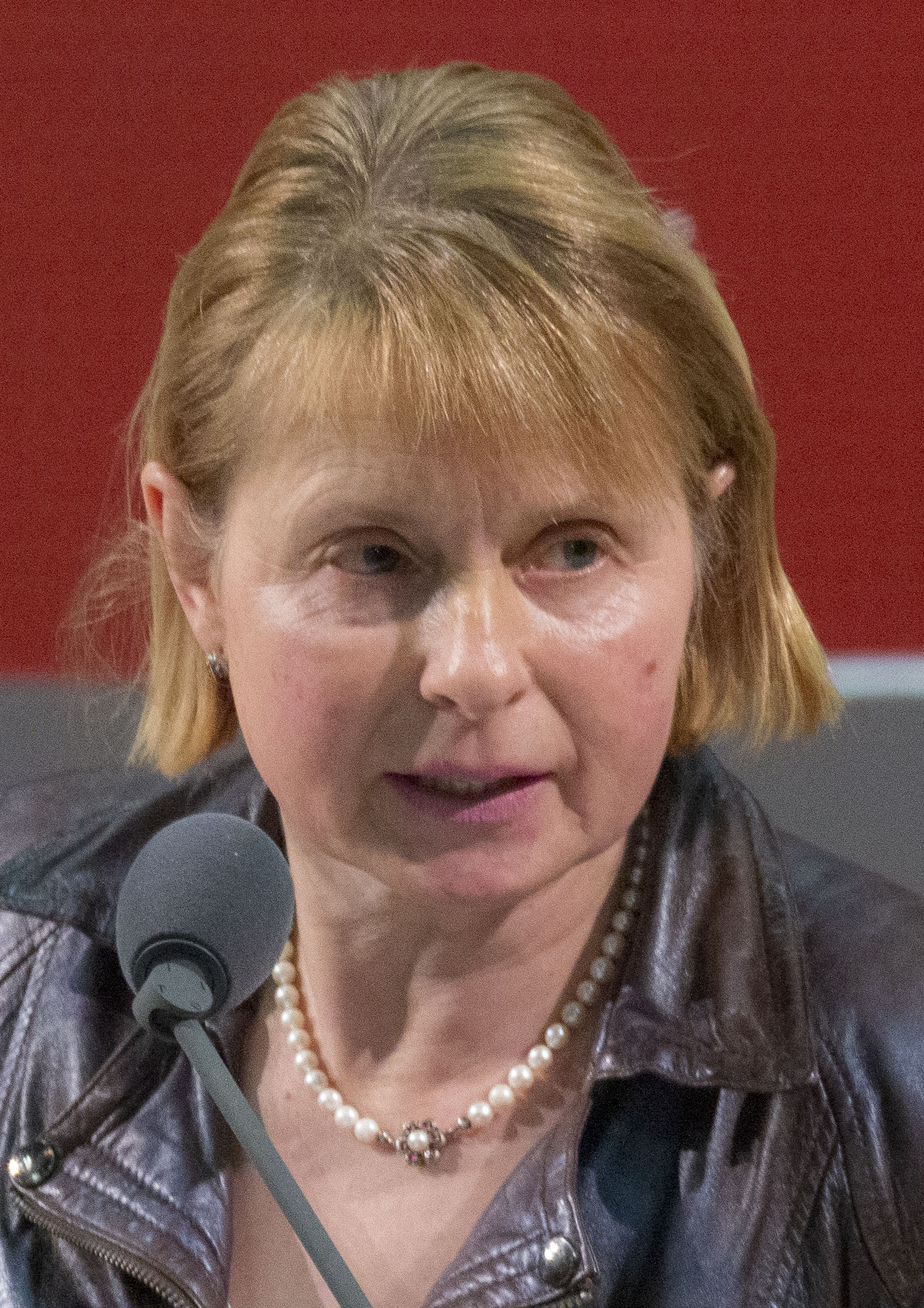
Gabriele Bublies-Leifert (2021)

Gabriele Bublies-Leifert (* 1967 in Hemer) ist eine deutsche Hundezüchterin und Politikerin (Die Föderalen, ehemals AfD).

## Leben
Gabriele Bublies-Leifert betreibt eine Hundezucht von Australian Shepherds in Sien, wo sie mit ihrem Lebensgefährten wohnt.

## Politik
Bublies-Leifert war von 2013 bis 2020 Mitglied der Alternative für Deutschland und war ab November 2014 Vorsitzende des Kreisverbandes Birkenfeld. Im Mai 2014 wurde sie in den Kreistag gewählt.
Bei der Landtagswahl in Rheinland-Pfalz 2016 war sie Kandidatin im Wahlkreis 19 (Birkenfeld) und zog über Platz 10 der AfD-Landesliste in den Landtag von Rheinland-Pfalz ein. Sie war ordentliches Mitglied des Ausschusses für Gleichstellung und Frauenförderung und stellvertretendes Mitglied des Ausschusses für Gesundheit, Pflege und Demografie. Später war sie stellvertretendes Mitglied in der Datenschutzkommission sowie Mitglied des Ausschusses für Umwelt, Energie, Ernährung und Forsten. Dem 2021 gewählten Landtag gehört sie nicht mehr an.
Im August 2016 wurde ihre parlamentarische Immunität aufgehoben und die Staatsanwaltschaft Koblenz nahm Ermittlungen wegen des Verdachts der Steuerhinterziehung gegen sie auf. Im Dezember 2018 wurde das Verfahren mit der Zustellung eines vom Amtsgericht Mainz erlassenen Strafbefehls abgeschlossen.
Am 7. August 2019 verließ sie nach einer verlorenen Kampfabstimmung mit dem AfD-Fraktionsvorsitzenden Uwe Junge, dem sie fehlende Abgrenzung gegen Rechtstendenzen in Partei und Fraktion vorwarf, die Fraktion.
Bublies-Leifert bewarb sich auf dem AfD-Landesparteitag im November 2019 erfolglos für einen Sitz im Landesvorstand. Sie berichtete in ihrer Bewerbungsrede von Verrat und Intrigen innerhalb der Partei; auch seien sie und ihr 2018 aus der Fraktion ausgeschlossener Parteikollege Jens Ahnemüller gemobbt worden. Den von mehr als 100 AfD-Mandatsträgern und Funktionären unterzeichneten Appell gegen den Personenkult um den Flügel-Sprecher Björn Höcke nannte Bublies-Leifert eine „Liste der Schande“.
Bublies-Leifert nimmt regelmäßig an den Protesten gegen die Maßnahmen zur Eindämmung der COVID-19-Pandemie teil. Im August 2020 wurde sie von der AfD wegen "Nichtzahlung von satzungsgemäß verpflichtenden Mandatsträgerabgaben" ausgeschlossen. Sie trat im September 2020 der Partei Die Föderalen bei.